# 楊林 (正德進士)
楊林（？年—？年），字宗橋，江西進賢縣三十三都人。明朝政治人物，正德甲戌進士。

## 生平
正德八年（1513年）癸酉科江西鄉試舉人，正德九年（1514年）聯捷甲戌科進士。授河南新鄉縣知縣，改南京國子監助教，歷員外郎。